# Kijevo (Rakovica)
Pour les articles homonymes, voir Kijevo.
Kijevo (en serbe cyrillique : Кијево) est un quartier de Belgrade, la capitale de la Serbie. Il est situé dans la municipalité urbaine de Rakovica. Au rencensement de 2002, il comptait 9 239 habitants.

## Localisation
Kijevo est situé sur les pentes sud-ouest de la colline de Straževica, dans la partie centrale de la municipalité de Rakovica et au confluent du Kijevski potok et de la Topčiderska reka. Il est entouré par les quartiers de Petlovo brdo à l'ouest, Labudovo brdo et Kneževac au nord et Resnik au sud-est. Les parties méridionales de Kijevo, les prairies de Klik et Šabinac, ne sont pas encore urbanisées.

## Économie
Le quartier de Kijevo possède une carrière qui fournit Belgrade en pierre et en ardoise. Les sociétés importantes de ce quartier sont liées à la construction, avec des entreprises comme Komgrap et Graditelj.

## Transports
Kijevo constitue un important nœud de communication. On peut y emprunter le Kružni put, la « route circulaire », qui dessert les faubourgs sud de la capitale serbe. Le quartier est également situé au croisement de la ligne de chemin de fer Belgrade-Niš et d'une ligne du réseau de banlieue, avec plusieurs tunnels.
La gare de Kijevo est une station du réseau express régional Beovoz ; elle est desservie par les lignes 2 (Ripanj - Resnik - Rakovica - Pančevo - Vojlovica), 3 (Stara Pazova - Batajnica - Beograd Centar - Rakovica - Resnik - Ripanj), 4 (Zemun - Beograd Centar - Rakovica - Valjevo) et 5 (Nova Pazova - Batajnica - Beograd Centar - Rakovica - Resnik - Mladenovac) de ce réseau.